# 佩扎纳
佩扎纳（義大利語：Pezzana），是意大利韦尔切利省的一个市镇。总面积17平方公里，人口1318人，人口密度77.5人/平方公里（2009年）。ISTAT代码为002093。